# Gagaku (album)
Pour les articles homonymes, voir Gagaku.
Albums de Miyavi
Galyuu
(2003)
Gagaku est le 1er album de Miyavi, sorti sous le label PS Company le 31 octobre 2002 au Japon, dont la musique et toutes les paroles sont de lui.

## Liste des titres
| 1.  | Hatachi Kinenbi (二十歳記念日)                   | 3:06 |
| 2.  | Coin Lockers Baby (コインロッカーズベイビー)     | 2:39 |
| 3.  | Kusare Gedou e. (腐れ外道へ。)                   | 2:25 |
| 4.  | Night in Girl                                    | 2:14 |
| 5.  | Girls, be ambitious                              | 4:26 |
| 6.  | Oresama Shikou (オレ様思考)                      | 2:03 |
| 7.  | Gariben Rock (ガリ勉ロック)                      | 3:56 |
| 8.  | Onpu no Tegami (♪の手紙)                         | 4:24 |
| 9.  | Shokubutsu Ningen M no Theme (植物人間Mのテーマ) | 4:02 |
| 10. | Dear from...xxx (bonus track)                    | 5:52 |